# Shahrestān di Poldasht
Lo shahrestān di Poldasht (farsi شهرستان پلدشت) è uno dei 17 shahrestān dell'Azerbaigian Occidentale, in Iran. Il capoluogo è Poldasht.